# العقاب والمجتمع (مجلة)
العقاب والمجتمع (بالإنجليزية: Punishment & Society)‏ هي مجلة أكاديمية مٌحكمة تغطي مجالات علم الجريمة وعلم العقاب. يرأس تحرير المجلة كيلي هانا موفات (جامعة تورنتو، كندا) ومونا لينش (جامعة كاليفورنيا، إرفين، الولايات المتحدة الأمريكية). تأسست المجلة في 1999 وتُنشر حاليًا بواسطة سيج للنشر.

## الاستخلاص والفهرسة
تُلخص مجلة العقوبة والمجتمع وتُفهرس في قاعدة بيانات سكوبس، ومؤشر الاقتباسات في العلوم الاجتماعية [الإنجليزية]. ووفقًا لتقارير الاستشهاد بالمجلات الأكاديمية، فإن عامل التأثير لعام 2016 هو 2.040، مما يجعلها 14 من أصل 58 مجلة في فئة "علم الجريمة والعقاب". 